# Philipp Krummel (Politiker, 1870)
Philipp Karl Heinrich Krummel (* 5. November 1870 in Altwildungen; † 14. November 1946 in Bad Wildungen) war ein deutscher Landwirt und Politiker (DNVP).
Krummel war der Sohn des Schreiners Christian Heinrich Ricus Krummel (1837–1872) und dessen Ehefrau Wilhelmine Luise, geborene Henrich (1845–1926). Er heiratete am 23. Juli 1899 in Alt-Wildungen Friederike Wilhelmine Schleicher (1869–1948). Krummel war Landwirt in Alt-Wildungen und wurde mit der Heirat Besitzer des Burggutes in Alt-Wildungen. Zwischen 1914 und 1918 war er Bürgermeister in Alt-Wildungen. Ab 1898 war er über 30 Jahre lang Mitglied im Gemeinderat von Alt-Wildungen bzw. Bad Wildungen. Von 1925 bis 1929 war er für die Deutschnationale Volkspartei Abgeordneter in der Waldecker Landesvertretung.